# Мда (деревня)
Мда — деревня в Гдовском районе Псковской области России. Входит в состав Спицинской волости Гдовского района.
Расположена на южном побережье Раскопельского залива Чудского озера, в 12 км к юго-западу от волостного центра Спицино и в 40 км к югу от Гдова. К западу находится деревня Драготина.

## Население
| 2001 | 2002 | 2010 |
| ---- | ---- | ---- |
| 48   | ↗52  | ↘33  |

Численность населения деревни на конец 2000 года составляла 48 человек.

## История
По народному преданью, издавна, на месте, где сейчас находится деревня Островцы, стояла церковь Воздвижения, которая была уничтожена Литвой (возможно, имеется в виду польско-литовский поход Стефана Батория в 1581 году).
Впервые упоминается в писцовой книге 7093-7095 (1585—1587) годов письма Григория Ивановича Мещанинова-Морозова и Ивана Васильевича Дровнина как центр губы Мда (Моцкой губы) Гдовского уезда. Согласно Псковским летописям церковь в Островцах появилась в 1539 году, буквально говорится: «поставиша новую церковь святого мученика Георгиа в Островцах, отделя от большие волости ото Мды». Судя по сохранившемуся краткому описанию Моцкой губы, к ней в то время относились: Погост Мда над озером с церковью Егорья страстотерпца; три жилые деревни — на Люшине острову меж острова и Лахты, Загорье, Микулино; 19 пустошей.

«Губа Мда.

За Иваном, да за Григорьем, да за Ондреем за Ивановыми детми Перетрутова вопче с церквою с Егорьем страстотерпцом, что во Мде: пус. Залачье, всего 4 путоши, в пусте 16 чети с осминою перелогу, а церковные егорьевские во лготе, сошного писма пол пол пол трети сохи, а лготы на те пустоши дано до лета 7000 сто перваго на десять сентября по первое число.

Да за Иваном же з братьею: во лготе пус. Подлипье у Чютцкого озера, всего 2 пустоши, а сошного писма во лготе пол пол пол чети сохи, а лготы дано до лета 7000 седмаго апреля по первое число.

За Иваном за Злобиным сыном Воронцова: дрв. на Люшине острову меж острова и Лахты, в живущем 2 четверти без третника пашни, а в пусте 2 чети перелогу.

В той же Моцкой губе Покрова Пречистые Озерского монастыря: пус. Михалева, что вопче с Егорьем изо Мды над озером на погосте, в пусте 8 чети с осминою перелогу.

Егорья страстотерпца, что во Мде, да Дмитрея святого изо Гдова: дрв. Загорье блиско Чютцкого озера, в живущем 13 чети пашни, а в пусте 14 чети перелогу.

Егорья святого, что во Мде, да Дмитрея святого изо Гдова, да Покрова Пречистые изо Княжих озер: во лготе пус. Юрино, всего 7 пустошей, а сошного писма в пусте пол пол пол трети сохи и 2 чети с полуосминою перелогу, а лготы дано до лета 7000 сто втораго на десять сентября по первое число.

Егорья святого, что во Мде, да Козмы и Домьяна, что на Запсковье: дрв. Микулино у озера на берегу, в живущем 5 четвертей с осминою пашни, а в пусте 15 четвертей без полуосмины перелогу.

Троицы Живоначалные, что во Пскове в Крему: пус. Ореховец, в пусте 17 чети без полуосмины перелогу.

Кузмы и Домьяна з Запсковья: во лготе пус. Трофимова, а сошного писма в пусте пол пол пол чети сохи и 2 чети с осминою перелогу.

Тимофея святого, что во Пскове в Домантове стене: пус. на Роскопелском острову у Чютцкого озера на берегу на Лахте, сошного писма в пусте пол пол пол трети сохи.

Покровского монастыря изо Княжих озер да Егорья святого, что во Мде: пус. Катица, всего 2 пустоши, а сошного писма в пусте пол пол пол чети сохи и 3 чети перелогу.»— [РГАДА, Ф.1209, Оп. 1, № 355, лл. 543-545]; опубликовано: Псков и его пригороды. Кн. 1. // Сборник Московского архива министерства юстиции. Т.5. М., 1913. Текст приведён по редакции данного издания.
Моцкая губа, по сравнению с другими губами Гдовского уезда, была небольшого размера. Возможно поэтому в переписной книге первой ревизии 1725—1727 годов она была записана как Моцкое полугубье.
Во время областной реформы Екатерины II к 1778 году Моцкая губа была упразднена.
23 января 1860 года в Моцком Погосте была построена и освящена новая Георгиевская каменная церковь (старую деревянную церковь разобрали в 1882 году).
В 1910 году архитектором Андреем Петровичем Аплаксиным была спроектирована новая каменная церковь для села Мда. В 1914 году он отредактировал свой прежний проект.
После 1945 года церковь в селе Мда была разрушена.